# Chronicle (film)
Chronicle är en amerikansk superhjältefilm från 2012. Filmen är regisserad av Josh Trank och skriven av Max Landis. I rollerna ser vi Dane DeHaan, Michael B. Jordan och Alex Russell.
Chronicle hade premiär den 3 februari 2012 i USA och i Sverige, den 15 februari 2012. Filmen handlar om tre vanliga tonåringar som plötsligt får superkrafter och kan göra saker de bara drömt om tidigare.

## Rollista (i urval)
- Dane DeHaan – Andrew Detmer[3]
- Michael B. Jordan – Steve Montgomery[4]
- Alex Russell – Matt Garetty[5]
- Michael Kelly – Richard Detmer[6]
- Ashley Hinshaw – Casey Letter
- Anna Wood – Monica
- Bo Petersen – Karen Detmer

## Mottagande
Chronicle fick mestadels positiva recensioner från flera filmkritiker. Rotten Tomatoes rapporterade att 85 procent, baserat på 155 recensioner, hade gett filmen en positiv recension och satt ett genomsnittsbetyg på 7,1 av 10. På Metacritic nådde filmen genomsnittsbetyget 69 av 100, baserat på 31 recensioner.

### Recensioner i Sverige
Urval av tidningars betyg på filmen:
- Dagens Nyheter – 4/5[9]
- Expressen – 4/5[10]
- Göteborgs-Posten – 3/5[11]
- Svenska Dagbladet – 3/6[12]

## Uppföljare
Max Landis kommer återigen att skriva manuset.